# Varanus melinus
Varanus melinus este o specie de reptile din genul Varanus, familia Varanidae, descrisă de Wolfgang Böhme și Ziegler 1997. Conform Catalogue of Life specia Varanus melinus nu are subspecii cunoscute.

## Galerie

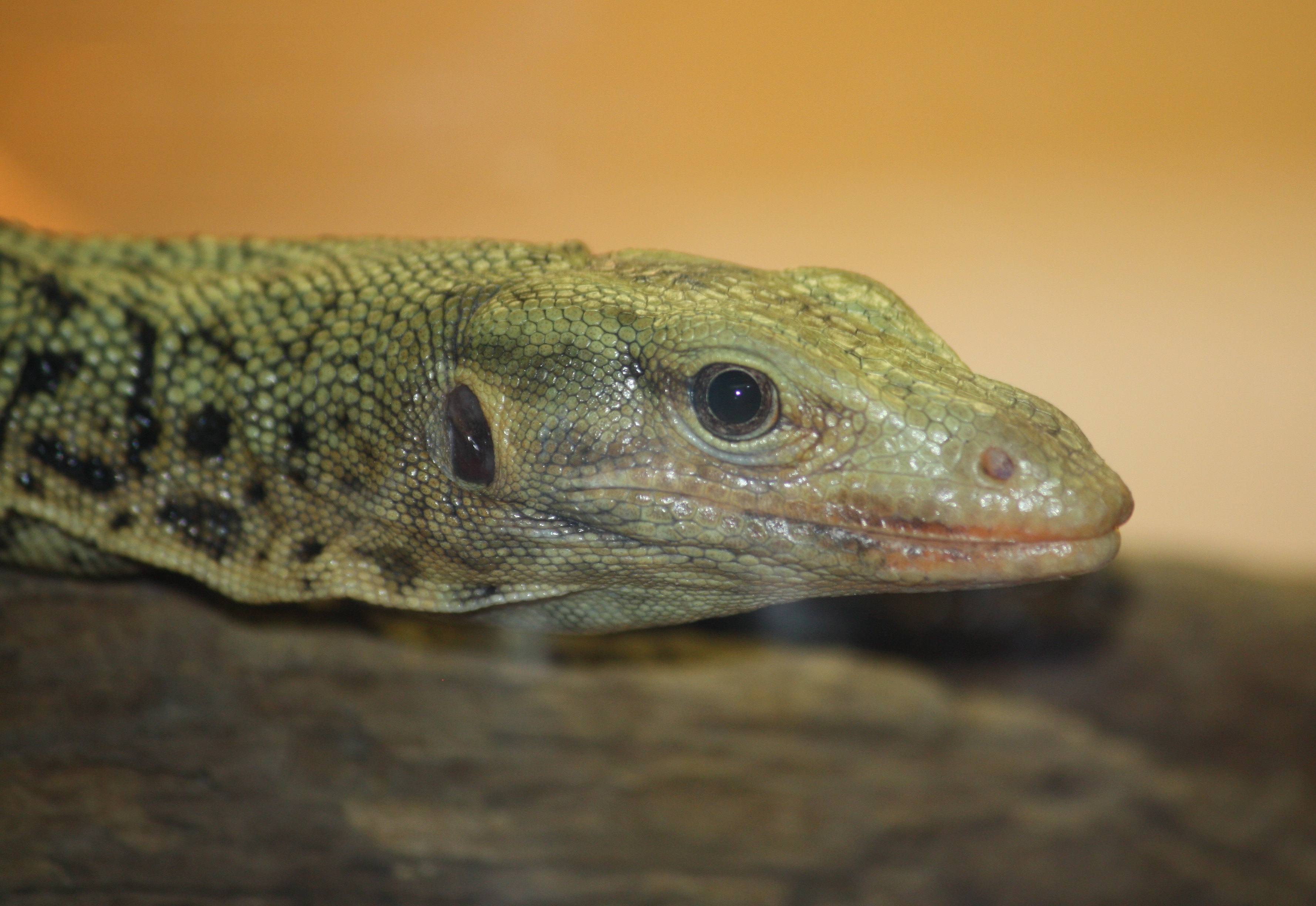